# Encalypta labradorica
Encalypta labradorica är en bladmossart som beskrevs av Kindberg 1897. Encalypta labradorica ingår i släktet klockmossor, och familjen Encalyptaceae. Inga underarter finns listade i Catalogue of Life.